# 努诺·戈麦斯
努诺·戈麦斯（葡萄牙語：Nuno Gomes，生於葡萄牙波圖，1976年7月5日—），原名紐奴·米基爾·蘇亞雷斯·佩雷拉·列比路（葡萄牙語：Nuno Miguel Soares Pereira Ribeiro），是一名葡萄牙國家足球隊的前鋒。他的名字 Gomes 是取自於幼時崇拜的足球明星 費蘭度·高美斯。2000年歐洲足球錦標賽紐奴高美斯大展身手，一共轟入四球，人氣知名度大幅提升。

## 球隊生涯
紐奴·高美斯出道在葡萄牙西北部的博維斯塔，在那紐奴高美斯開始了他的足球生涯並且於1994/95初次上場比賽。在1997年的葡萄牙盃中，紐奴·高美斯帶領博維斯塔擊敗本菲卡並且得到生平第一個銀牌。之後便轉會到里斯本的本菲卡。
在本菲卡效力三年，紐奴·高美斯在101場比賽射進了60球。2000年歐洲足球錦標賽中的優異表現，讓意大利費倫天拿花一千七百萬歐元買下紐奴·高美斯，並且在第一個球季為費倫天拿拿下義大利盃。好景不常，2002年費倫天拿出現財務危機被迫降組，這也讓紐奴·高美斯回到本菲卡繼續他的足球生涯。
2005年到2006年期間，紐奴·高美斯在聯賽中射進15球並且獲得葡萄牙盃最優秀的前鋒頭銜，目前他是繼葡萄牙名宿尤西比奧之後，為葡萄牙國家隊入球最多的前鋒。这一记录后被C罗打破。
隨著年齡漸長，2011年紐奴·高美斯轉投至葡超中下游的布拉加；2012年再轉到英格蘭的布力般流浪。在2013年6月28日，合約結束離隊，自此沒有球會斟介。

## 國家隊生涯
紐奴·高美斯早在2000年已隨國家隊出戰歐洲國家盃，曾出席過2002年世界盃、2004年歐洲國家盃、2006年世界盃。成績方面則以2006年世界杯最佳，當屆葡萄牙國家隊取得第四名，不過紐奴·高美斯卻並沒有擔任正選。2008年欧锦赛他作为球队队长，首发参加了两场小组赛和四分之一决赛，打入一球。

## 榮譽
球會
- 葡萄牙超級聯賽（2005，2010）
- 葡萄牙盃（1997，2004）
- 葡萄牙超級盃（2005）
- 葡萄牙聯賽盃（2009，2010，2011）
- 義大利盃（2001，費倫天拿）

國家隊
- 歐洲國家盃亞軍﹕2004年
- 歐洲U-19足球錦標賽冠軍﹕1994
- 歐洲U-17足球錦標賽冠軍﹕1996

## 外部連結
- （葡萄牙文）官方網站 （页面存档备份，存于）